# Schlumbergera kautskyi
Schlumbergera kautskyi ist eine Pflanzenart in der Gattung Schlumbergera aus der Familie der Kakteengewächse (Cactaceae). Das Artepitheton kautskyi ehrt den brasilianischen Pflanzensammler Roberto Kautsky.

## Beschreibung
Schlumbergera kautskyi wächst lithophytisch mit sehr variablen Triebabschnitten. Die gestutzten, glänzend dunkelgrünen Triebabschnitte sind 2,2 bis 4 Zentimeter lang und 1,4 bis 2,5 Zentimeter breit. Ihre Ränder sind auf jeder Seite leicht bis scharf zwei- bis dreifach gezähnt. In jeder Einkerbung sitzt endständig eine zusammengesetzte Areole die mit brauner Wolle und kurzen Borsten bedeckt ist.
Die zygomorphen Blüten stehen in einem einheitlichen Winkel ab und sind leicht aufsteigend. Sie sind zyklamenpurpurfarben, werden bis zu 5 Zentimeter lang und erreichen Durchmesser von 2,7 Zentimetern. Das vierkantige Perikarpell ist rötlich grün. Die vierkantigen Früchte sind bei Reife gelbgrün.

## Verbreitung, Systematik und Gefährdung
Schlumbergera kautskyi ist im brasilianischen Bundesstaat Espírito Santo in Höhenlagen von 900 bis 1300 Metern verbreitet.
Die Erstbeschreibung als Unterart Schlumbergera truncata subsp. kautskyi wurde 1991 von John F. Horobin und A. J. S. McMillan veröffentlicht. Nigel Paul Taylor (* 1956) erhob die Unterart im gleichen Jahr in den Rang einer Art.
Schlumbergera kautskyi wird in der Roten Liste gefährdeter Arten der IUCN als „Endangered (EN)“, d. h. stark gefährdet eingestuft.

## Nachweise